# L'origine des systèmes familiaux
"Familjesystemen” är de olika former av familjebildning som identifieras av Emmanuel Todd i hans humanvetenskapliga forskning vid det franska Institut national d'études démographiques (INED) och som han är i färd med att redovisa i L'origine des systèmes familiaux vars första del L'Eurasie publicerats 2011. Han har därvid utgått från de system som utstakats av Frédéric Le Play på 1800-talet och har utifrån denna indelning tolkat deras inflytande på ideologier och politiska system i världen. Själva termen ”familjesystem” är inte fix och färdig, utan kallas i Todds olika verk ”typer”, ”former”, ”strukturer” eller ”modeller”.
Följande presentation är sammanställd av resuméer av Todds verk (se litteraturlistan nedan) från franska Wikipedia.

## Olika familjetyper
Emmanuel Todds familjesystem indelas i princip efter tre parametrar:
- äktenskapets exogama eller endogama karaktär, dvs förekomsten av mer eller mindre starka normer för valet av make/maka inom eller utom gruppen [2];
- den symmetriska karaktären av familjen, som kommer fram i förhållandet mellan syskon och särskilt vad beträffar arvsföljd/arvskifte; är förhållandet jämlikt eller ojämlikt med huvudarvinge och biarvingar?;
- familjesammansättningens karaktär, som kan iakttas i förhållandet mellan föräldrar och barn, och som särskilt visar sig i om flera generationer bor tillsammans: förhållandena kan då vara auktoritära eller liberala.

Studiet av familjekaraktärer och arvsrätt kan ge en kartografisk bild av familjesystemen så som Emmanuel Todd skissat dem i essäerna la Troisième Planète : Structures familiales et système idéologiques, La Nouvelle France och l'Invention de l'Europe:  

### De exogama familjesystemen
Här urskiljs två huvudsystem: famille nucléaire (kärnfamilj) och famille souche/communautaire (stamfamilj/gemenskapsfamilj).
Tillämpandet av de båda principerna auktoritet och jämlikhet kan ge vart och ett av dessa system två motsatta valörer och skapa en typologi om fyra karaktärer:

#### Absolut kärnfamilj
- famille nucléaire absolue (absolut kärnfamilj) som är liberal och likgiltig för jämlikhet.

Relationen mellan föräldrar och barn är liberal men inte uttalat jämlik eller ojämlik. I princip får barnen i allmänhet (men inte nödvändigtvis) en lika behandling. Relationerna mellan syskon sinsemellan visar samma tendens.
Det är  särskilt i de religiösa uppfattningar, som familjetypen har tendens att tillägna sig, man återfinner de liberala värderingarna och likgiltigheten för jämlika förhållanden. Om människorna inte är uttalat jämlika eller ojämlika inför frälsningen (predestination) minskar den gudomliga auktoriteten för att ge plats för mer frihet och eget handlande.
På det politiska planet tenderar den absoluta kärnfamiljen att favorisera isolationism för att inte besudlas av andra människors förmenta vanföreställningar och ofrihet. Eller tvärtom kan det ta uttryck i messianism för att införa sin modell världen över. Ett exempel på detta är de anglosaxiska ländernas engagemang sedan 1980-talet att avreglera finans- och banksystemen genom att begränsa statens inflytande och på samma gång försvaga socialt skydd och utbildning. Detta strävar mot en minimal stat (nyliberalism).
Detta familjesystem har nämligen sina rötter i England och den anglosaxiska världen i övrigt såsom i USA och Australien, men finns också i nordvästra Frankrike, i Nederländerna, Danmark, södra Norge.

#### Jämlik kärnfamilj
- famille nucléaire égalitaire (jämlik kärnfamilj) som har en liberal och jämlik syn på människor såväl inom som utom familjen.

I detta familjesystem  är relationerna mellan föräldrar och barn liberala och relationerna mellan syskonen kännetecknas av jämlikhet. Systemet baseras alltså på begreppen frihet och jämlikhet, individualism och avvisande av auktoritet.
Den jämlika kärnfamiljen visar benägenhet för en universalistisk syn som underlättar assimilation av olika folk. Motreformationen inom katolicismen utvecklades i denna miljö; i katolicismen är nämligen alla människor lika inför möjligheten till frälsning och de har givits ett visst fritt omdöme som reducerar den gudomliga auktoriteten. 
Denna familjetyp ger företräde för en politisk struktur som pendlar mellan frihetlig socialism eller borgerlig republikanism. Inte sällan påtvingas en auktoritär tendens - ofta i kombination med militärregim - beroende på den politiska instabilitet som framkallas. Den kan också ta sig uttryck i anarkistiska tendenser eller i en nationalistisk ideologi utifrån sin känsla av självtillräcklighet.
Enligt Emmanuel Todd omfattas familjetypen av 10% av världens befolkning och en fjärdedel av Europas. Typen återfinns i Portugal, i centrala och sydliga Spanien, i Frankrike i landskapen runt Paris (Bassin Parisien), i Polen,  i Rumänien och i hela Latinamerika.

#### Stamfamilj
- famille souche (souche = rot, stam), "stamfamilj" som är auktoritär och ojämlik.

I detta system präglas relationerna mellan föräldrar och barn av en auktoritär syn med respekt för fadern och strängt upprätthållande av moraliska värden genom att flera generationer bor tillsammans. Modern har en viss auktoritet inom familjeenheten. Arvsföljden mellan bröderna är ojämlik i så måtto att ett enda syskon, i allmänhet den äldste, efterträder fadern och förvaltar arvet (exempelvis en gård, eller ett företag). I vissa trakter kan även en syster bli huvudarvinge. 
Huvudarvingen stannar alltså i allmänhet kvar i hemmet och driver faderns verksamhet vidare. För de andra barnen är systemet flexibelt. De kan stanna kvar om de är ogifta, och det kan också gifta göra, om de saknar möjlighet att skapa ett eget hem. En stor del av dem som inte är huvudarvingar och lämnat hemmet tar tjänst hos andra eller väljer en karriär inom bland annat kyrkan, armén, administrationen eller utbildningsväsendet.
Sökandet efter maka/e äger i allmänhet rum utanför familjen eller klanen. Dock kan, som i Japan, endogami tolereras.
Antalet barn begränsas, när väl en huvudarvinge säkrats. Ytterligare barn kan bli en olägenhet, för det är viktigare att i denna familjetyp reservera så stora resurser som möjligt för huvudarvingens framgång (föda, studier, giftermål).
Denna familjetyp främjar etablerandet av socialdemokratiskt eller kristdemokratiskt styre, där fadersauktoriteten förs över till staten eller kyrkan respektive. Alltså en strukturerad och disciplinerad organisation (auktoritetsprincip), som accepterar samhället sådant det är utan att ifrågasätta det i större omfattning (principen om ojämlikhet mellan syskon),  allt medan man dock strävar efter att förbättra de sociala förhållandena i största allmänhet.
Kollektivistiska värden ges således företräde på bekostnad av rent individuella, och därmed planerad organisation av marknaden för att främja företagande, investeringar och sparande.
Familjetypen hävdar sin särställning och etnocentrism, håller fast vid blodsband som ibland kunnat leda så långt som till nationalsocialism. 
Massalfabetiseringen spred sig som en farsot i Europa från de trakter som dominerades av denna familjetyp. Den besitter nämligen en särskilt hög kulturell potential. Religiösa rörelser, som betonade bibelns grund för tro och frälsning i opposition mot den romerska katolicismen, fann en bördig jordmån i denna familjetyp med snabb ökning av läskunnigheten hos befolkningen, eftersom den enskildes läsning av bibeln var viktig för den egna frälsningen.
Protestantismen, katarerna, valdenserna och judendomen har spelat en avgörande roll i den ekonomiska och kulturella utvecklingen i trakter med denna familjetyp.
Enligt Todd omfattas familjetypen av mindre än 10% av världens befolkning och en fjärdedel av Europas enligt siffror från 1983. I Europa förekommer den främst i Tyskland, Österrike, Belgien, Irland, Norge, Sverige och de delar av Finland som präglats av svenskspråkig befolkning, Schweiz, Tjeckien, norra Spanien,  Frankrike (Alsace, västra Bretagne, Occitanien, Savojen) samt västra Skottland. Utanför Europa påträffas familjetypen i Japan (med starkt inslag av endogami), i Korea, samt bland judar och romer.

#### Gemenskapsfamilj
- famille communautaire (gemenskapsfamilj) som är auktoritär i förhållandet mellan föräldrar och barn och jämlik bröderna emellan. Detta familjesystem är patrilineärt. Alla söner kan gifta sig och föra sina makor till föräldrahemmet, där de bildar en gemenskap som är jämlik bröderna emellan men underställd faderns auktoritet.

På politisk nivå ersätter staten med lätthet fadersauktoriteten. De enskilda är jämlika och underställda staten. Den privata ekonomiska sektorn kontrolleras av en centralistisk planekonomisk statskapitalism. Gemenskapsfamiljesystemet har således varit gynnsamt för  införandet av kommunism.
Enligt Todd omfattar familjetypen mer än 40% av världens befolkning och en tredjedel av Europas enligt 1983 års siffror. Den är således den vanligaste familjetypen i världen och påträffas i Kina, Vietnam, Ryssland, norra Indien, Cuba, Finland (utom kustnära trakter som präglats av svensktalande befolkning) och flera centraleuropeiska länder såsom Bulgarien, det tidigare Jugoslavien och centrala Italien.
Den europeiska identiteten representerar således en sammanfogning av olika exogama familjetyper, som representerar fyra olika sätt att möta verkligheten. Kommunismen finner främst grogrund där den exogama gemenskapsfamiljen dominerar, medan ekonomisk liberalism av anglosaxisk typ utvecklas i en struktur av absolut kärnfamilj som, i sin tur, är starkt avvisande mot kommunismen. Förenta staterna, där individualismen dominerar, utvecklades t.ex. på denna struktur. Trakter präglade av system med auktoritär stamfamilj präglas å andra sidan av en stark omsorgsstat. 
Dessutom har Todd identifierat en femte typ som återfinns i gränstrakterna mellan jämlik kärnfamilj och stamfamilj i katolska och protestantiska trakter: den ofullständiga stamfamiljen (famille souche incomplète) som är auktoritär och delvis jämlik.

### De endogama familjesystemen
När gemenskapsfamiljen förenas med endogama seder ges två nya möjliga kategorier:
- famille communautaire endogame (Den endogama gemenskapsfamiljen), där man föredrar gifte mellan kusiner, som har sin grund i väldigt starka band bröder emellan.

Enligt Todd omfattar denna familjetyp 10% av världens befolkning enligt 1983 års siffror och återfinns i hela arabvärlden, i länder med turkiska folk, i Iran, Afghanistan och Pakistan.
- famille communautaire asymétrique (Den asymmetriska gemenskapsfamiljen), som har sin grund i axeln bror-syster, vilket leder till gifte företrädesvis mellan barnen till en bror och en syster ur samma familj. Gifte mellan barn till två bröder tillåts däremot inte.

Denna familjetyp omfattar mindre än 10% av världens befolkning enligt siffror från 1983 och återfinns endast i Sydindien.
- Stamfamiljesystemet tolererar en viss grad av endogami, så länge som inte dess principer ifrågasätts.

## Aspekter på samhällsutvecklingen
Max Weber sökte i doktrinen om predestination en av orsakerna bakom de protestantiska staternas ekonomiska dynamik. Denna doktrin driver enligt honom den troende att försöka utröna om han är en av ”de utvalda”. Framgång i affärer kan ses som ett tecken på denna nåd i och med att den troende på detta vis ådagalägger ett samhällsnyttigt kall genom att återinvestera kapital. 
Emmanuel Todd för sin del vänder upp och ner på Webers perspektiv. Enligt honom har vissa regioner i Europa med familjestrukturer, där jämlikhet mellan syskon nedtonats, tilltalats av predestinationsdoktrinen. Utvecklingen i samma regioner har påverkats av att just dessa familjestrukturer medgav ekonomiska innovationer, där ett stort antal människor, som inte är huvudarvingar, förflyttats från landsbygd och fädernegård till städer och tidig industrialisering. Stamfamiljen har den största potentialen för kulturell utveckling och därmed långsiktiga ekonomiska framgångar tack vare en mer kvalificerad arbetskraft.
I essän L'Invention de l'Europe har Emmanuel Todd beskrivit hur den historiska och sociala utvecklingen i Europa påverkats av familjetyperna alltsedan renässansen.

## Fortsatt forskning
Ovanstående presentation grundar sig på Todds arbeten fram till 1990. I sin vidare forskning, där första delen av L'origine des systèmes familiaux presenterats 2011, har Todd vidareutvecklat systemindelningen från de typer Le Play formulerade till att omfatta 15 system. Han har också på några punkter reviderat sina tidigare rön.
Han har dessutom dragit slutsatsen att kärnfamiljen är den ursprungliga i människans historia och inte en ”degenerering” av patriarkala system. Den patrilineära gemenskapsfamiljen skall tvärtom ha vuxit fram där större stater bildats för att bättre svara mot militära behov. Detta torde förklara varför kärnfamiljesystemen återfinns perifert i Eurasien, såsom på de brittiska öarna, i Filippinerna och på Andamanerna.